# Omar ibne Omar
Omar ibne Omar (em árabe: عمر بن عمر; romaniz.: Umar ibn Umar) foi uale (governador) da Marca Superior e Septimânia de 747 a 756. Não se sabe quem o sucedeu, com o próximo, e último uale conhecido, o árabe Abderramão ibne Uqueba, ocupando o posto só 759.